# Keirsey Temperament Sorter
Der Keirsey Temperament Sorter ist ein von David Keirsey 1978 entwickelter psychologischer Test, der Menschen in vier Basistemperamente mit je vier Subtemperamenten kategorisiert. Keirseys Temperament Sorter basiert im Wesentlichen auf dem Myers-Briggs type indicator (MBTI) von 1958. In der neueren Psychologie ist der Begriff des Temperaments umstritten.
Nach Keirsey bzw. dem MBTI-Modell bestimmen vier Charaktereigenschaften in ihrer polaren Ausprägung das Temperament (I/E, N/S, F/T und J/P), zum Beispiel Introversion versus Extraversion etc. Die Kombinationen der verschiedenen Paarungen ergeben insgesamt 16 Temperamente, die auf vier Grundtemperamenten basieren.
Man kann sich einem Temperament entweder anhand der Beschreibungen durch Selbstbeobachtung zuordnen oder einen Testbogen ausfüllen, der in Keirseys beiden Büchern Please understand me (1984) und Please understand me II (1998) zu finden ist und auch im Internet verfügbar ist. Bei dem Test handelt es sich um 70 dichotome Fragen.

## Die vier Dimensionen

### I vs. E
Introversion vs. Extraversion
Dies beschreibt die Motivation zur Sinneserfahrung. Diese Unterscheidung ist weit geläufig, wird aber umgangssprachlich oft falsch angewandt, denn ein introvertierter Mensch muss weder schüchtern, noch ein extrovertierter redefreudig sein (auch wenn es oft so zutrifft). Stattdessen ist ein außenorienter Mensch kontaktfreudiger, handlungsbereiter und eher auf seine Umwelt fixiert, ein innenorientierter Mensch konzentrierter, intensiver, territorialer und auf sich fixiert (nicht im egoistischen Sinne). Extravertierte Menschen schöpfen Energie aus dem Zusammensein mit anderen Personen, introvertierte schöpfen Energie aus dem Alleinsein. Man spricht auch von der Tendenz zur Weite (E) bis Tiefe (I) der Sinneserfahrung. Dennoch liegen in dieser Paarung nur geringe Missverständnisse vor. Extraversion kommt laut Keirsey zu etwa 75 % vor, Introversion demnach nur zu 25 %.

### N vs. S
Intuition vs. Sensorik
Dies beschreibt die Filterung der Sinneseindrücke. Der sensorische Geist wichtet die „Rohdaten“ und reinen Eindrücke am höchsten, der intuitive Geist kann auch auf einen „sechsten Sinn“ zurückgreifen und Stimmungen erfassen, die mehr aus der Erfahrung als aus realen Informationen stammen. Diese Charaktereigenschaft ist eine der großen Differenzen zwischen Menschen. Sensorische Menschen fokussieren „haben“, greifbare Dinge, Details, breites Wissen und denken eher reduktionistisch. Intuitive Menschen möchten „sein“, streben nach tiefem Wissen und denken eher holistisch, theoretisch und abstrakt. Auch hier sind sensorische Personen mit ungefähr 75 % weiter verbreitet als die intuitiven mit 25 % der Bevölkerung.

### F vs. T
Fühlen (Feeling) vs. Denken (Thinking)
Dies beschreibt die Strukturierung der Eindrücke zu einem Handlungsmodell. Der Denker (thinking) kategorisiert stark und führt auf wenige Grundelemente zurück, von denen gesicherte Handlungsvorschläge existieren und deren stärkstes verwendet wird. Der Fühlende (feeling) aktiviert weit mehr Erinnerung und bezieht auch Seitenbedingungen mit ein, die in komplexen sozialen Situationen wichtig sein können. Wenn T-Typen eine Entscheidung treffen, treten sie im übertragenen Sinne einen Schritt zurück und distanzieren sich vom Objekt, um es zu analysieren; F-Typen treten einen Schritt vor und können sich besser in das Problem hineinversetzen. Dies ist der einzige Bereich, bei dem sich Unterschiede zwischen Männern und Frauen feststellen lassen. Laut Myers sind etwa 60 % der gefühlsorientierten Personen Frauen.

### J vs. P
Urteilen/Folgern (Judging) vs. Wahrnehmen/Gewahrwerden (Perceiving)
Dies beschreibt die Sicherheit über das erkannte Modell, das in Aktionen umgesetzt wird. Wenn das erkannte (perceived) Modell als weitgehend korrekt angesehen wird, wird es viel straffer umgesetzt, oder aber Entscheidungen werden herausgezögert oder vernachlässigt, wenn das Modell als unpassend eingestuft wird. Pläne werden dynamisch an Informationen angepasst und flexibel umgesetzt. Dies erfordert ein spontaneres und unregelmäßigeres Vorgehen. Urteiler (judging) sind entschiedener und entwerfen ihr Modell bereits, bevor alle Informationen verfügbar sind. Dieses Modell wird auch bei schwierigen Umständen beibehalten und korrigiert, jedoch nur ungern verworfen. Bevorzugt handeln sie systematisch und planmäßig. Ps scheinen „verspielter“, spontaner und weniger ernsthafte Naturen als die organisierten und routinierten Js zu sein. Man könnte sagen, Ps sind verfahrenorientiert, während Js ergebnisorientiert sind. P-Typen hinterfragen eher Autoritäten, J-Typen eher Werte und Normen. Hier ist in der Bevölkerung von einer Gleichverteilung auszugehen.
Des Weiteren kann der Buchstabe „X“ verwendet werden, falls keine eindeutige Tendenz in einer Paarung erkennbar ist. Somit können theoretisch auch Mischtypen auftreten. In der Regel kommt dies aber nicht vor, und es sollte überlegt werden, welche Neigung dominiert.

### Übersicht
Zusammenfassung der Unterschiede zwischen den acht Ausprägungen:
| Extraversion (E)      | Introversion (I)          |
| --------------------- | ------------------------- |
| Geselligkeit          | Territorialität           |
| Interaktion           | Konzentration             |
| extern                | intern                    |
| extensiv              | intensiv                  |
| viele Beziehungen     | begrenzte Beziehungen     |
| Verbrauch von Energie | Konservierung von Energie |
| Interesse am Äußeren  | Interesse am Inneren      |
| Geschehnisse          | innere Reaktionen         |

| Sensing (S)   | Intuition (N) |
| ------------- | ------------- |
| Erfahrung     | Ahnung        |
| Vergangenheit | Zukunft       |
| realistisch   | spekulativ    |
| Perspiration  | Inspiration   |
| Tatsächliches | Mögliches     |
| sachlich      | träumerisch   |
| Nützlichkeit  | Phantasie     |
| Wahrheit      | Dichtung      |
| praktisch     | erfinderisch  |
| vernünftig    | einfallsreich |

| Thinking (T)       | Feeling (F)             |
| ------------------ | ----------------------- |
| Objektivität       | Subjektivität           |
| Prinzipien         | Individuum              |
| Richtlinien        | gesellschaftliche Werte |
| Gesetze            | mildernd                |
| Umstände Kriterien | Intimität               |
| Standfestigkeit    | Überzeugung             |
| unpersönlich       | persönlich              |
| Gerechtigkeit      | Humanität               |
| Kategorie          | Harmonie                |
| Normen             | gut oder schlecht       |
| Kritik             | Anerkennung             |
| Analyse            | Anteilnahme             |

| Judgement (J)          | Perception (P)               |
| ---------------------- | ---------------------------- |
| entschieden            | unentschieden                |
| beschlossen            | zusätzliche Datenbeschaffung |
| feststehend            | flexibel                     |
| vorausplanend          | Anpassung                    |
| geschehen machen       | geschehen lassen             |
| abschließen            | freie Wahl lassen            |
| Entscheidungen treffen | Entscheidungen herauszögern  |
| planmäßig              | offen und beweglich          |
| vollendet              | entstehend                   |
| endgültig              | vorläufig                    |
| zum Abschluss bringen  | ergeben lassen               |
| Zeitdruck              | Zeit lassen                  |
| in die Tat umsetzen    | abwarten                     |

## Keirseys Temperamentsbegriff
Klassifizierungen des Temperaments und Charakters sind fast so alt wie die Menschheit selbst. Eine der ersten Überlieferung diesbezüglich geht auf den griechischen Philosophen Platon zurück.
|                           | SP          | SJ            | NF            | NT             |
| ------------------------- | ----------- | ------------- | ------------- | -------------- |
| Platon (340 v. Chr.)      | Luft        | Erde          | Feuer         | Wasser         |
| Aristoteles (325 v. Chr.) | Hedonist    | Eigentümer    | Moralist      | Dialektiker    |
| Galenus (190)             | Sanguiniker | Melancholiker | Choleriker    | Phlegmatiker   |
| Paracelsus (1550)         | wandelbar   | fleißig       | inspiriert    | kurios         |
| Adickes (1905)            | innovativ   | traditionell  | doktrinär     | skeptisch      |
| Spranger (1914)           | ästhetisch  | ökonomisch    | religiös      | theoretisch    |
| Kretschmer (1920)         | hyperaktiv  | depressiv     | hypersensibel | empfindungslos |
| Fromm (1947)              | ausbeutend  | hortend       | empfänglich   | vermarktend    |
| Myers (1958)              | erforschend | planend       | freundlich    | denkend        |
| Keirsey (1978)            | Artisans    | Guardians     | Idealists     | Rationals      |

Nach Keirsey bestimmt das Temperament die Neigung zur Lebensführung, während der Charakter die Lebensgewohnheiten bestimmt. Charakter beschreibt die verliehenen Merkmale, Temperament ist veranlagt. Vergleiche man das Gehirn mit einem Computer, so wäre das Temperament die Hardware und der Charakter die Software.

“Temperament is a configuration of inclinations, while character is a configuration of habits.
Character is disposition, temperament is pre-disposition.”

Keirsey behauptet, dass Eigenschaften des Temperaments vordisponiert seien. Das Erkennen ermöglicht den Eltern von Kindern, die Erkenntnisse zur typgerechten Erziehung zu nutzen. Eltern sollten ihre Aufmerksamkeit auf das Wie, nicht auf das Was lenken, also auf Erfahrungen und nicht auf Handlungen. Kinder sind von Anfang an unterschiedlich und sollten dementsprechend behandelt werden. Kein Erziehen, 'Formen' oder gar traumatisches Erlebnis könne diesen Unterschied ändern. Bei der Erziehung sollte nicht versucht werden, die Kinder in das Temperament der Eltern zu pressen, sondern sie sollten individuell gefördert werden.

„Damit hätten wir die vier Reiter [der Apokalypse der Kindheit]: nicht Pest, Hungersnot, u.s.w., sondern Einmischung, Unzugänglichkeit, Fehleinschätzung und Ablehnung, die dem elterlichen Wohlwollen entspringen und auf der unbewussten Annahme von Gleichheit beruhen.“

| abstrakt         | \| Idealisten NF \| Beschützer (Guardians) SJ \| \| NT Rationalisten \| SP Kunsthandwerker (Artisans) \| | konkret |
| Idealisten NF    | Beschützer (Guardians) SJ                                                                                |         |
| NT Rationalisten | SP Kunsthandwerker (Artisans)                                                                            |         |

| Idealisten NF    | Beschützer (Guardians) SJ     |
| NT Rationalisten | SP Kunsthandwerker (Artisans) |

Die Verbreitung in der Bevölkerung ist sehr verschieden und lässt sich nur grob schätzen. Keirsey geht bei NTs mit sieben Prozent vom geringsten Verbreitungsgrad aus, gefolgt von NFs mit etwa zehn Prozent. Die sensorischen Temperamente dominieren, wobei SJs mit etwa 40 bis 45 % etwas weiter verbreitet sein sollen als SPs mit 35 bis 40 %.

## Die Basistemperamente
Kern der Temperamententypisierung Keirseys ist das Gegensatzpaar Sensorik (S) vs. Intuition (N).
Die Kombinationen aus Intuition (N) mit Fühlen (F) bzw. Denken (T), sowie aus Sensorik (S) mit Urteilen (J) bzw. Wahrnehmen (P) bestimmt demnach das Basistemperament.

### SP
Sensorisches Wahrnehmen
Basistemperament Artisans
Subtemperamente Composer, Crafter, Performer, Promoter
SPs suchen nach Handlungsfreiheit und Abwechslung und möchten ihre Umgebung beeinflussen und mit ihr interagieren. Ihre größte Stärke ist ihre taktische Intelligenz, d. h., dass sie herausragend im Erschaffen, Zusammenstellen und Handeln sind. Ressourcen sind für SPs etwas, das verbraucht werden sollte. Für sie zählt der heutige Tag, das Hier und Jetzt. Häufig mögen sie es, im Rampenlicht zu stehen, und zeichnen sich durch Großzügigkeit, Toleranz und Ausdauer aus. SPs neigen dazu, nur etwas zu machen, wenn sie es wollen. Dann allerdings sind sie von größerer Ausdauer als andere Temperamente und können besser mit Rückschlägen umgehen. Aufgrund ihrer impulsiven Art neigen sie zur Übertreibung. SP-Kinder gelten manchmal als ungehorsam, weil sie Grenzen erproben und schon früh Erfahrungen aus erster Hand suchen. In der heutigen Zivilisation können männliche SPs ihre Interessen besser verfolgen als weibliche, was mitunter zu Klischees führen kann. SPs bevorzugen außergewöhnliche oder handlungsorientierte Berufe, wie Künstler, Pilot, Chirurg, Rennfahrer, Schauspieler, Söldner oder Bauarbeiter von großen Projekten.

### SJ
Sensorisches Urteilen
Basistemperament Guardians
Subtemperamente Protector, Inspector, Provider, Supervisor
SJs suchen nach Zugehörigkeit und Mitgliedschaft und fühlen sich für sich und ihre Mitmenschen verantwortlich. 'Wenn ich es nicht mache, wer sollte es dann tun?', fragt der SJ. Ihre große Stärke ist die logistische Intelligenz, d. h., ihre Stärke liegt in der Überprüfung und Planung. Die Nützlichkeit der Dinge steht für sie im Vordergrund. Ein strukturiertes Leben ist für sie wichtig, weswegen Regeln, Verantwortung und wiederholende Ereignisse wie Traditionen oder Jahrestage bei ihnen mehr Anklang findet als bei anderen Temperamenten. Dementsprechend verrichten sie stetig und genau ihre Aufgaben. Als Eltern kümmern sich SJs aufrichtig um ihre Kinder, können aber sehr streng sein, sofern sich ihr Nachwuchs nicht sozial verhält. Des Weiteren ist anzumerken, dass SJs aufgrund ihrer pessimistischen Einstellung dazu neigen, Ressourcen zu sparen um sich ein Polster anzulegen. SJs überwachen, um Sicherheit und ein zyklisches Leben zu gewähren. Sie gelten als Verteidiger der Sanktion. Beruflich fühlen sie sich im Dienstleistungsbereich wie Bankwesen, mittleres Management, Rechnungswesen, Beamtentum, Sekundarstufen-Lehrertum, Pflegedienst oder Verwaltungstum wohl.

### NF
Intuitives Fühlen
Basistemperament Idealists
Subtemperamente Healer, Counselor, Champion, Teacher
NFs suchen nach Bedeutung, Signifikanz und Identität. 'Wie kann ich der Mensch sein, der ich wirklich bin?', fragt der NF. Ihre größte Stärke ist ihre diplomatische Intelligenz, d. h., dass sie sich durch Integration, Klärung und Inspiration hervortun. An „weichen“ und Pseudowissenschaften finden sie häufig Gefallen, ebenso wie an Transzendenz und Mystik. Konkurrierendes Verhalten mögen sie weit weniger als Harmonie und Zusammengehörigkeit. Logik ist bei ihnen mindestens so ausgeprägt wie bei anderen Temperamenten, aber es stellt für sie etwas Optionales dar. Mit Personen können sie besonders gut umgehen und nehmen Feinheiten in Motorik, Gestik und Sprache am ehesten wahr. NF-Eltern zeigen ihre Liebe zu ihren Kindern vor allem mit körperlichen Annäherungen wie Streicheln, Schmusen, Reiben etc. NF-Kinder sind häufig verträumt und lange der Phantasie verhaftet. Beruflich fühlen sie sich zu sozialen Bereichen wie Kindergärtner, Grundschullehrer, Schriftsteller, Pädagogen, Psychologen, Berater o. ä. hingezogen.

### NT
Intuitives Denken
Basistemperament Rationals
Subtemperamente Architect, Mastermind, Inventor, Field Marshal
NTs streben nach Kompetenz und Verständnis. Ihre größte Stärke ist ihre strategische Intelligenz, d. h., dass sie sich in Theorien, Pläne, Konzepte und Ingenieurwesen hervortun. Autoritäten und Zertifikate lassen NTs unbeeindruckt, Wissen und Fähigkeiten hingegen nicht. Für sie muss alles Sinn ergeben und effektiv sein, weswegen sie sich in ihrer Kommunikation oft kurz und treffend ausdrücken. Redundanz und Wiederholungen sehen sie als überflüssig an. NT-Eltern verstehen es wie kaum jemand anders, ihr Kind individuell zu fördern, indem sie Regeln auf ein Minimum reduzieren. NT-Kinder zweifeln Autoritäten an und gelten häufig als widerspenstig. Zeitlich leben NTs in der Zukunft, für sie ist die Vergangenheit etwas Abgeschlossenes. Ihnen kommt es auf das an, was wird oder sein könnte. Manchmal gelten NTs als sozial unter- und geistig überentwickelt. Die beruflichen Tätigkeiten liegen meist in wissenschaftlichen Bereichen wie Ingenieurwesen, Architektur, Mathematik oder Philosophie.

### Übersicht
Die folgenden Tabellen, bei denen es sich um leicht abgeänderte Übersetzungen aus Please understand me II und Ausschnitte aus Versteh mich bitte handelt, geben die prägnanten Eigenschaften der Temperamenttypen wider.
|                   | SP            | SJ                  | NF               | NT               |
| Interessen        |               |                     |                  |                  |
| Bildung:          | handwerklich  | kommerziell         | humanistisch     | wissenschaftlich |
| Beschäftigung:    | Technik       | Sittlichkeit        | Moral            | Technologie      |
| Begabung:         | Equipment     | Material            | Personen         | Systeme          |
| Orientierung      |               |                     |                  |                  |
| Gegenwart:        | hedonistisch  | stoisch             | altruistisch     | pragmatisch      |
| Zukunft:          | optimistisch  | pessimistisch       | gutgläubig       | skeptisch        |
| Vergangenheit:    | zynisch       | fatalistisch        | mystisch         | realistisch      |
| Standort:         | Hier          | Tor (Gateway)       | Medium (Pathway) | Knotenpunkt      |
| Zeit:             | Jetzt         | Gestern             | Morgen           | Intervall        |
| Selbstverständnis |               |                     |                  |                  |
| Selbstachtung:    | kunstvoll     | verlässlich         | einfühlend       | raffiniert       |
| Selbstwertgefühl: | kühn          | wohltätig           | wohlwollend      | autonom          |
| Selbstvertrauen:  | anpassbar     | respektierend       | authentisch      | entschlossen     |
| Werte             |               |                     |                  |                  |
| Sein:             | angeregt      | beteiligt           | enthusiastisch   | zurückhaltend    |
| Vertrauen:        | Impuls        | Autorität           | Intuition        | Grund            |
| Sehnsucht:        | Wirkung       | Zugehörigkeit       | Romantik         | Ergebnis         |
| Suchen:           | Stimulation   | Sicherheit          | Identität        | Wissen           |
| Befürworten:      | Freizügigkeit | Dankbarkeit         | Bestätigung      | Ehranbietung     |
| Erstreben:        | Virtuosität   | Führungskraft       | Weisheit         | Wizard           |
| Soziale Rollen    |               |                     |                  |                  |
| Freundschaften:   | Spielgefährte | Gehilfe             | Seelenfreund     | "Wissensfreund"  |
| Elternschaft:     | Freiheit      | sozialisieren       | Harmoniker       | Individuator     |
| Führung:          | Vermittler    | Stabilisator        | Katalysator      | Visionär         |
| Charakteristik    |               |                     |                  |                  |
| Sprache:          | harmonisch    | assoziativ          | induktiv         | deduktiv         |
| Referenz:         | hinweisend    | befehlend           | interpretierend  | kategorisch      |
| Syntax:           | beschreibend  | vergleichend        | metaphorisch     | Konjunktiv       |
| Rhetorik:         | heterodox     | orthodox            | übertreibend     | technisch        |
| Intellekt:        | Taktik        | Logistik            | Diplomatie       | Strategie        |
| Leitung:          | Operator      | Administrator       | Mentor           | Koordinator      |
| -offensiv:        | Organisator   | Aufseher            | Lehrer           | Feldmarschall    |
| -defensiv:        | Handwerker    | Inspektor           | Berater          | Wissenschaftler  |
| Information:      | Unterhalter   | Konservator         | Anwalt           | Ingenieur        |
| -offensiv:        | Darsteller    | Versorger           | Champion         | Erfinder         |
| -defensiv:        | Komponist     | Beschützer          | Heiler           | Architekt        |
| Farbe:            | Rot           | Orange              | Grün             | Blau             |
| griech. Gott:     | Dionysos      | Epimetheus, Demeter | Apollo           | Prometheus       |
| Totem:            | Chamäleon     | Biber               | Delfin           | Eule             |

## Ähnliche Temperamente

### SP vs. NT
Beide Charaktere sind Utilitaristen, weshalb es mitunter vorkommen kann, dass sie miteinander „verwechselt“ werden. Die folgende Tabelle zeigt den Grund vieler Missverständnisse.
|    | Mittel      | Zweck       |
| NT | Leistungen  | Fähigkeiten |
| SP | Fähigkeiten | Leistungen  |

Utilitaristen (speziell die perceiver) neigen stärker dazu als ADHS prognostiziert zu werden, denn anders als die 'Cooperators' machen sie Dinge nur, wenn sie es wollen oder Sinn darin sehen.

### SJ vs. NF
Ebenso wie es unter SP und NT große Unterschiede gibt, sind SJ und NF sehr verschieden. Beide sind „Helfer“ (Cooperators), aber unterscheiden sich aufgrund ihrer Intuition bzw. Sensorik. Für SJ ist das „Äußere“ wichtiger, für NF das „Innere“. Besonders gut kommt dies in den englischen Substantiven morality (Sittlichkeit, SJ) und morale (geistig-seelische Verfassung, NF) zum Ausdruck, die beiden denselben Wortstamm haben, aber dessen Differenzen sich nur schwer ins Deutsche übertragen lassen und zu ungewollten Verwechselungen führen können.

## Die 16 Temperamenttypen
Für die 16 Kombinationen der 4 Dimensionen hat Keirsey griffige Typisierungen abgeleitet:
| NF: Idealists, Idealisten INFP: Healer, Quästor INFJ: Counselor, Autor ENFP: Champion, Journalist ENFJ: Teacher, Pädagoge                            | SJ: Guardians, Beschützer ESTJ: Supervisor, Promoter ISTJ: Inspector, Treuhänder ESFJ: Provider, Verkäufer ISFJ: Protector, Konservator |
| NT: Rationals, Rationalisten INTP: Architect, Architekt INTJ: Mastermind, Wissenschaftler ENTP: Inventor, Erfinder ENTJ: Fieldmarshal, Feldmarschall | SP: Artisans, Kunsthandwerker ESTP: Promoter ISFP: Composer, Künstler ISTP: Crafter, Artisan ESFP: Performer, Entertainer               |

Portraits der Temperamente lassen sich unter #Literatur oder in den #Weblinks finden.

## Partnerwahl
In der Partnerwahl gewinnt das Sprichwort 'Gegensätze ziehen sich an' an Bedeutung. Natürlich kann jedes Temperament mit jedem glücklich zusammenleben, dennoch gibt es Kombinationen, die dazu tendieren, besser oder schlechter zusammenzupassen.
In seinem ersten Buch Please understand me behauptete Keirsey, dass Paare gänzlich unterschiedlich sein sollten.
Beispiele:
INTP -- ESFJ
ENFJ -- ISTP
Diese Aussage hat Keirsey in seinem zweiten Buch Please understand me II dahingehend korrigiert, dass Partner nur Intuition (N) oder Sensorik (S) gemeinsam haben und sonst gegensätzlich sein sollten.
Beispiele:
ESFJ -- ISTP
ISFP -- ESTJ
ENFJ -- INTP
ENTP -- INFJ
Nachweise für seine Theorien konnte Keirsey jedoch bis heute keine erbringen, weshalb diese Zuordnungen rein spekulativ sind.

## Rezeption
“It is not the purpose of a psychological typology to classify human beings into categories - this in itself would be pretty pointless.”

„Es ist nicht der Zweck einer psychologischen Typologie, Menschen in Kategorien aufzuteilen – das an sich wäre ziemlich sinnlos.“

Obwohl Jung, auf dessen Archetypen das MBTI-Modell basiert, immer gegen eine solche Kategorisierung war, haben viele Personen eine solche vorgenommen.
In angloamerikanischen Regionen werden der MBTI und die Weiterentwicklungen von Keirsey im Arbeitsbereich sowie in der Partnervermittlungen häufig angewandt. Im westeuropäischen Raum hat die Verbreitung von MBTI zugenommen, ist aber nicht mit der in Amerika vergleichbar. In Osteuropa und Russland ist das MBTI-Gegenstück Sozionik sehr beliebt. Im Osten fußte lange eine Fünf-Elemente-Lehre, die aber mit der Vier-Elemente-Lehre des Westens zu konvergieren scheint.
Temperamenttypen sollten nicht überbewertet werden, da sie nur ein Faktor von vielen sind. Zum einen sind Menschen in gewissen Bereichen wandelbar, zum anderen werden andere Werte wie Wissen, Intelligenz oder Fähigkeiten außen vor gelassen. Die Unterscheidung von Personen aufgrund von Temperamentzügen ist aber dennoch genauer als die Reduzierung auf körperliche Merkmale (wie es im Altertum oft angewandt wurde) oder als Pseudowissenschaften wie Astrologie. Keirseys Typen ermöglichen eine Abstraktion, durch die mit wenig Aufwand vermeintlich viel über einen Menschen erfahren werden kann, aber durch die auch viele individuelle Merkmale von Menschen verloren gehen.
Anders als das MBTI-Modell arbeitet Keirsey nicht mit Funktionsattributen wie introvertiertes Fühlen (Fi), extrovertiertes Denken (Te) etc., wodurch die Anwendung des Modells weniger komplex ist – im positiven Sinne ist sie dadurch einfacher zu lernen und anzuwenden, im negativen Sinne ist sie dadurch schneller ausgeschöpft und kann nicht so sehr in die Tiefe gehen.
Gunter Dueck, welcher sich selber als Typ INTJ (Rationalist, Mastermind) sieht, greift in einigen seiner Werke auf Keirseys Bücher zurück und entwirft darauf basierend sein eigenes Charaktermodell.
Das Ehepaar Paul D. Tieger und Barbara Barron-Tieger hat einige Bücher herausgebracht um Menschen in Beruf, Erziehung und Partnerschaft zu helfen, und nutzt den MBTI als zentrales Werkzeug. Auch hier wird auf Keirseys Ausführungen zurückgegriffen und diese durch eigene Beobachtungen ergänzt.

## Werke
- mit Marilyn Bates: Please Understand Me. Prometheus Nemesis Book, 1984, ISBN 0-9606954-0-0. (englisch)
- mit Marilyn Bates: Versteh Mich Bitte. Intj Books, 1990, ISBN 0-9606954-4-3.
- mit Ray Choiniere und Stephen E. Montgomery (Hrsg.): Presidential Temperament: The Unfolding of Character in the Forty Presidents of the United States. Prometheus Nemesis Book, 1992, ISBN 0-9606954-6-X. (englisch)
- mit Marilyn Bates und Stephen Montgomery: Please Understand Me: Character & Temperament Types. Prometheus Nemesis Book, 1994, ISBN 1-885705-00-X. (englisch)
- Portraits of Temperament. Prometheus Nemesis Book, 1995, ISBN 0-9606954-1-9. (englisch)
- mit Ray Choiniere: Please Understand Me II: Temperament, Character, Intelligence. Prometheus Nemesis Book, 1998, ISBN 1-885705-02-6. (englisch)